# Lepidotrigla multispinosa
Lepidotrigla multispinosa is een straalvinnige vissensoort uit de familie van ponen (Triglidae). De wetenschappelijke naam van de soort is voor het eerst geldig gepubliceerd in 1934 door Smith.